# Ceropegia parviflora
Ceropegia parviflora är en oleanderväxtart som beskrevs av Trim.. Ceropegia parviflora ingår i släktet Ceropegia och familjen oleanderväxter. Inga underarter finns listade i Catalogue of Life.